# 올리고세
| 기                                           | 세       | 절             | 백만년전   |
| -------------------------------------------- | -------- | -------------- | ---------- |
| 신진기                                       | 마이오세 | 아키텐절       | 이후       |
| 고진기                                       | 올리고세 | 카티절         | 23.03–28.4 |
| 고진기                                       | 올리고세 | 루펠절         | 28.4–33.9  |
| 고진기                                       | 에오세   | 프리아보나절   | 33.9–37.2  |
| 고진기                                       | 에오세   | 바턴절         | 37.2–40.4  |
| 고진기                                       | 에오세   | 루테티아절     | 40.4–48.6  |
| 고진기                                       | 에오세   | 이퍼르절       | 48.6–55.8  |
| 고진기                                       | 팔레오세 | 타넷절         | 55.8–58.7  |
| 고진기                                       | 팔레오세 | 셸란절         | 58.7–61.7  |
| 고진기                                       | 팔레오세 | 다니아절       | 61.7–66    |
| 백악기                                       | 후기     | 마스트리흐트절 | 이전       |
| IUGS에 따른 고진기의 시대 구분. 2013년 기준. |          |                |            |

| 에오세 ← 올리고세 → 마이오세 33.9 – 33.9 백만년 전 |                                   |
|                                                    |                                   |
| 평균 O2 농도                                       | 약 20 Vol % (현재의 100 %)        |
| 평균 대기 CO2 농도                                 | 약 700 ppm (산업 시대 이전의 3배) |
| 평균 표면 온도                                     | 약 15 °C (현재보다 1 °C 높음)     |

올리고세(Oligocene)는 지질 시대의 하나로 약 3,390만 년 전부터 2,303만 년 전까지(33.9±0.1 ~ 23.03±0.05 Ma)의 시대를 말하며, 점신세(漸新世)라고도 한다. 명칭은 독일의 고생물학자 하인리히 에른스트 바이리히(Heinrich Ernst Beyrich)가 1854년에 처음 만들었다. 에오세 바로 다음 지질 시대이고 마이오세 이전 시대이다. 고제3기의 세 번째 시대이고 마지막 시대이다. 대륙이 현재 위치로 이동하기 시작했다. 알프스가 조산 운동을 개시하였고, 북아메리카 서부의 조산 운동은 계속되었다.

## 세부 분류
- 챠티안 (2320만 년 전 - 2840만 년 전)
- 루펠리안 (2840만 년 전 - 3390만 년 전)